# Reprezentacja Algierii w piłce siatkowej kobiet
Reprezentacja Algierii w piłce siatkowej kobiet – narodowa reprezentacja tego kraju, reprezentująca go na arenie międzynarodowej.

## Osiągnięcia

### Mistrzostwa Afryki
- 1. miejsce – 2009
- 2. miejsce – 2007, 2011, 2015

### Igrzyska afrykańskie
- 1. miejsce – 1978, 2007, 2011

## Udział i miejsca w imprezach

### Igrzyska Olimpijskie
| Rok  | Kraj           | Miejsce      |
| ---- | -------------- | ------------ |
| 1964 | Tokio          | brak udziału |
| 1968 | Meksyk         | brak udziału |
| 1972 | Monachium      | brak udziału |
| 1976 | Montreal       | brak udziału |
| 1980 | Moskwa         | brak udziału |
| 1984 | Los Angeles    | brak udziału |
| 1988 | Seul           | brak udziału |
| 1992 | Barcelona      | brak udziału |
| 1996 | Atlanta        | brak udziału |
| 2000 | Sydney         | brak udziału |
| 2004 | Ateny          | brak udziału |
| 2008 | Pekin          | 11. miejsce  |
| 2012 | Londyn         | 11. miejsce  |
| 2016 | Rio de Janeiro | brak udziału |

### Mistrzostwa Świata
| Rok  | Kraj           | Miejsce      |
| ---- | -------------- | ------------ |
| 1952 | ZSRR           | brak udziału |
| 1956 | Francja        | brak udziału |
| 1960 | Brazylia       | brak udziału |
| 1962 | ZSRR           | brak udziału |
| 1967 | Japonia        | brak udziału |
| 1970 | Bułgaria       | brak udziału |
| 1974 | Meksyk         | brak udziału |
| 1978 | ZSRR           | brak udziału |
| 1982 | Peru           | brak udziału |
| 1986 | Czechosłowacja | brak udziału |
| 1990 | Chiny          | brak udziału |
| 1994 | Brazylia       | brak udziału |
| 1998 | Japonia        | brak udziału |
| 2002 | Niemcy         | brak udziału |
| 2006 | Japonia        | brak udziału |
| 2010 | Japonia        | 21. miejsce  |
| 2014 | Włochy         | brak udziału |

### Mistrzostwa Afryki
| Rok  | Kraj     | Miejsce      |
| ---- | -------- | ------------ |
| 1976 | Egipt    | brak udziału |
| 1985 | Tunezja  | brak udziału |
| 1987 | Maroko   | brak udziału |
| 1991 | Egipt    | brak udziału |
| 1993 | Nigeria  | brak udziału |
| 1995 | ???      | brak udziału |
| 1997 | ???      | brak udziału |
| 1999 | Nigeria  | brak udziału |
| 2001 | Nigeria  | brak udziału |
| 2003 | Kenia    | 4. miejsce   |
| 2005 | Nigeria  | brak udziału |
| 2007 | Kenia    | 2. miejsce   |
| 2009 | Algieria | 1. miejsce   |
| 2011 | Kenia    | 2. miejsce   |
| 2013 | Kenia    | 6. miejsce   |
| 2015 | Kenia    | 2. miejsce   |
| 2017 | Kamerun  | 6. miejsce   |

### Igrzyska afrykańskie
| Rok  | Kraj         | Miejsce      |
| ---- | ------------ | ------------ |
| 1978 | Algier       | 1. miejsce   |
| 1987 | Nairobi      | ?            |
| 1991 | Kair         | ?            |
| 1995 | Harare       | ?            |
| 1999 | Johannesburg | brak udziału |
| 2003 | Abudża       | 5. miejsce   |
| 2007 | Algier       | 1. miejsce   |
| 2011 | Maputo       | 1. miejsce   |
| 2015 | Brazzaville  | 5. miejsce   |

## Igrzyska śródziemnomorskie
| Rok  | Miasto/Miasta          | Miejsce      |
| ---- | ---------------------- | ------------ |
| 1951 | Aleksandria            | ?            |
| 1955 | Barcelona              | ?            |
| 1959 | Bejrut                 | ?            |
| 1963 | Neapol                 | ?            |
| 1967 | Tunis                  | ?            |
| 1971 | Izmir                  | ?            |
| 1975 | Algier                 | ?            |
| 1979 | Split                  | ?            |
| 1983 | Casablanca             | ?            |
| 1987 | Latakia                | ?            |
| 1991 | Ateny                  | ?            |
| 1993 | Langwedocja-Roussillon | brak udziału |
| 1997 | Bari                   | brak udziału |
| 2001 | Tunis                  | brak udziału |
| 2005 | Almería                | brak udziału |
| 2009 | Pescara                | 7. miejsce   |
| 2013 | Mersin                 | brak udziału |